# Order Made
«Order Made» (яп. オーダーメイド О:да: Мэйдо) — песня японской рок-группы RADWIMPS, выпущенная 23 января 2008 года в качестве первого сингла с альбома Altocolony no Teiri. Песня стартовала с первого места еженедельного чарта синглов Oricon, став на тот момент самой коммерчески успешной песней группы. Это первый сингл группы, который получил золотую сертификацию RIAJ за 100 000 проданных физических копий.
Музыкальное видео, режиссёром которого стал Юити Кодама, было выпущено 2 июля 2009 года на официальном YouTube-канале RADWIMPS. Видеоклип получил награды MTV Video Music Awards Japan и Space Shower Music Video Awards за лучшее рок-видео.

## Список композиций
| №                   | Название            | Длительность |
| ------------------- | ------------------- | ------------ |
| 1.                  | «Order Made»        | 6:00         |
| 2.                  | «Guu no Ne»         | 2:50         |
| Общая длительность: | Общая длительность: | 8:50         |

## Позиции в чартах

### Еженедельные
| Чарт (2008)                | Высшая позиция |
| -------------------------- | -------------- |
| Еженедельные синглы Oricon | 1              |
| Billboard Japan Hot 100    | 3              |

### Годовые
| Чарт (2008)           | Высшая позиция |
| --------------------- | -------------- |
| Годовые синглы Oricon | 59             |

## Продажи и сертификации
| Чарт                       | Количество      |
| -------------------------- | --------------- |
| Физические продажи Oricon  | 116 000         |
| Сертификация RIAJ (физич.) | Gold (100 000+) |
| Сертификация RIAJ (цифр.)  | Gold (100 000+) |